# Wiener György
Wiener György (Budapest, 1947. január 24. –) magyar jogász, politológus, politikus, 1998 és 2010 között országgyűlési képviselő (MSZP).

## Élete
1965-ben érettségizett a Madách Imre Gimnáziumban, majd 1970-ben az Eötvös Loránd Tudományegyetem Állam- és Jogtudományi Karán diplomázott. 1970-ben rövid ideig a Társadalomtudományi Intézet dokumentátoraként dolgozott, majd 1970-től a Tanácsigazgatási, 1978-tól pedig a jogutód Államigazgatási Szervezési Intézet munkatársa, 1970 és 1973 között tudományos segédmunkatársként, majd 1973-tól 1988-ig tudományos munkatársként. 1982 és 1985 között másodállásban részt vett a Társadalomtudományi Intézetben folytatott politikai rendszerkutatásban. 1988 és 1990 között tudományos tanácsadó, illetve osztályvezető volt.
1974-ben végzett a Marxizmus-Leninizmus Esti Egyetem szociológia tagozatán, majd 1985-ben a politikatudomány kandidátusa lett.
1990-től 1991-ig a Magyar Közigazgatási Intézetben dolgozott osztályvezető-helyettesként, 1991-től tudományos főmunkatársként, 1995 és 1998 között pedig tudományos tanácsadóként. 1993-tól 1994-ig az ELTE ÁJTK államigazgatási tanszékén volt óraadó, 1997-től pedig egyetemi docensként a KLTE Állam- és Jogtudományi Intézetében oktatott alkotmányjogot. 2001-től főállású tanszékvezető egyetemi docensként dolgozott az alkotmányjogi tanszéken.
1968-ban lépett be a Magyar Szocialista Munkáspártba, melynek 1989-ig volt tagja. 1988 és 1989 között az MSZMP KB tudománypolitikai munkaközösségének tagja volt. 1989 októberében a Magyar Szocialista Párt alapító tagja lett, decembertől a párt budapesti XI. kerületi szervezetének elnökségi tagja volt, majd 1991-ben az MSZP országos választmányának tagja lett. 1990-től 1994-ig pártjának delegáltja volt az Országos Választási Bizottságban, az 1994-es országgyűlési választáson pedig képviselőjelölt volt, de nem szerzett mandátumot. 1995 és 1999 között az MSZP országos választmányának elnökhelyettese volt. Megalakulásától részt vett a Baloldali Önkormányzati Közösség munkájában.
Az 1998-as országgyűlési választáson is pártja országos listájáról jutott a parlamentbe, az Országgyűlésben az alkotmány- és igazságügyi bizottság, valamint a választási rendszer reformját előkészítő eseti bizottság tagja volt. 1999-ben az MSZP országos választmánya stratégiai bizottságának elnökévé választották, majd 2001-től 2003-ig ismét a választmány elnökhelyettese volt.
A 2002-es és a 2006-os magyarországi országgyűlési választáson ismét az MSZP országos listájáról szerzett mandátumot. Az Országgyűlésben az alkotmány- és igazságügyi bizottság, illetve az alkotmányügyi, igazságügyi és ügyrendi bizottság, az emberi jogi, kisebbségi, civil- és vallásügyi bizottság, a nemzetbiztonsági bizottság, a mentelmi, összeférhetetlenségi és mandátumvizsgáló bizottság, valamint több vizsgálóbizottság tagja volt. 2004 és 2006 között pártja frakcióvezető-helyettese volt. A 2010-es országgyűlési választáson már nem jutott a parlamentbe.
Nős, felesége műszeres analitikus szakmérnök, vegyészmérnök, egy gyermekük született.